# In die life (JoeyAK)
In die life is een lied van de Nederlandse rapper JoeyAK in samenwerking met rapper Lijpe. Het werd in 2019 als single uitgebracht en stond in 2021 als negende track op het album Bodemboy van JoeyAK. 

## Achtergrond
In die life is geschreven door Joel Hoop, Abdel Achahbar en Tevin Irvin Plaate en geproduceerd door Spanker. Het is een nummer uit het genre nederhop. In het lied rappen de artiesten over hun straatleven. Het nummer werd bij radiozender NPO FunX uitgeroepen tot DiXte track van de week. De single heeft in Nederland de gouden status.
Het was niet de eerste keer dat de twee artiesten samenwerken. Ze hadden al samen de bescheiden hit Vast in de trap en de samenwerking werd na In die life herhaald op Handrem, Blender en Klokken en stenen.

## Hitnoteringen
De artiesten hadden succes met het lied in de hitlijsten van Nederland. Het piekte op de vijfde plaats van de Single Top 100 en stond tien weken in deze hitlijst. De Top 40 werd niet bereikt; het lied bleef steken op de derde plaats van de Tipparade. 